# Жеребківська сільська рада (Ананьївський район)
Жеребкі́вська сільська́ ра́да — колишня адміністративно-територіальна одиниця та орган місцевого самоврядування в Ананьївському районі Одеської області. Адміністративний центр — село Жеребкове.

## Загальні відомості
Жеребківська сільська рада утворена в 1965 році.
- Територія ради: 57,99 км²
- Населення ради: 3 137 осіб (станом на 2016 рік)

## Населені пункти
Сільській раді були підпорядковані населені пункти:
- с. Жеребкове
- с.  Михайлівка
- с. Струтинка

## Населення
Згідно з переписом 1989 року населення сільської ради становило 5327 осіб, з яких 2380 чоловіків та 2947 жінок.
За переписом населення 2001 року в сільській раді мешкали 2482 особи.

### Мова
Розподіл населення за рідною мовою за даними перепису 2001 року:
| Мова       | Відсоток |
| ---------- | -------- |
| українська | 92,38 %  |
| російська  | 4,99 %   |
| молдовська | 2 %      |
| білоруська | 0,4 %    |
| болгарська | 0,24 %   |

## Склад ради
Рада складалася з 14 депутатів та голови.
- Голова ради: Джабієв Адалат Айдин огли
- Секретар ради: Поліщук Ольга Мичиславівна

### Керівний склад попередніх скликань
| Прізвище, ім'я, по батькові    | Основні відомості                                                                   | Дата обрання | Дата звільнення |
| ------------------------------ | ----------------------------------------------------------------------------------- | ------------ | --------------- |
| Козловський Віктор Казимирович | Сільський голова, 1952 року народження, член Народної партії                        | 26.03.2006   | 31.10.2010      |
| Гаріга Володимир Петрович      | Сільський голова, 1966 року народження, освіта вища, член партії регіонів (Україна) | 31.10.2010   | 30.10.2015      |

Примітка: таблиця складена за даними сайту Верховної Ради України

### Депутати
За результатами місцевих виборів 2015 року депутатами ради стали:

#### За суб'єктами висування
| Суб'єкт висування                                       | Кількість обраних депутатів | %  |
| ------------------------------------------------------- | --------------------------- | -- |
| Самовисування                                           | 8                           | 55 |
| Політична партія Всеукраїнське об'єднання «Батьківщина» | 6                           | 40 |

#### За округами
| № округу                                                | Прізвище, ім'я, по батькові       | Дата визнання обраним | Освіта             | Партійна приналежність | Відомості про обраного депутата                       |
| ------------------------------------------------------- | --------------------------------- | --------------------- | ------------------ | ---------------------- | ----------------------------------------------------- |
| Самовисування                                           |                                   |                       |                    |                        |                                                       |
| 2                                                       | Падлєсецький Василь Григорович    | 30.10.2015            | середня спеціальна | позапартійний          | лісництво с.Жеребково, лісничий                       |
| 4                                                       | Мулик Світлана Іванівна           | 30.10.2015            |                    | позапартійна           |                                                       |
| 5                                                       | Іванічева Ольга Володимирівна     | 30.10.2015            | вища               | позапартійна           | пенсіонер                                             |
| 8                                                       | Рудакова Людмила Михайлівна       | 30.10.2015            |                    | позапартійна           |                                                       |
| 9                                                       | Клепка Сергій Володимирович       | 30.10.2015            |                    | позапартійний          |                                                       |
| 10                                                      | Поліщук Ольга Мичеславівна        | 27.12.15              | вища               | позапартійна           | Жеребківська сільська рада, секретар                  |
| 12                                                      | Зінкьвська Тетяна Миколаївна      | 30.10.2015            | вища               | позапартійна           | Жеребківська загальноосвітня школа №2, в.о. директора |
| 14                                                      | Яворський Валерій Миколайович     | 30.10.2015            |                    | позапартійний          |                                                       |
| Політична партія Всеукраїнське об’єднання "Батьківщина" |                                   |                       |                    |                        |                                                       |
| 1                                                       | Чебан Ольга Михайлівна            | 30.10.2015            | середня спеціальна |                        | амбулаторія, фельдшер                                 |
| 3                                                       | Станков Павло Юрійович            | 30.10.2015            |                    |                        |                                                       |
| 6                                                       | Тарасенко Олександр Володимирович | 30.10.2015            |                    |                        |                                                       |
| 7                                                       | Філіпов Сергій Олександрович      | 30.10.2015            | середня спеціальна |                        | "Одеська залізниця", машиніст                         |
| 11                                                      | Яцковська Вікторія Олександрівна  | 30.10.2015            | середня спеціальна |                        | ООО "Жеребківський елеватор", старший майстер         |
| 13                                                      | Бойко Людмила Валеріївна          | 30.10.2015            | середня спеціальна |                        | тимчасово не працює                                   |